# سيرخيو جالدزس
سيرخيو جالدزس (بالإسبانية: Sergio Galdós) مواليد 2 يناير 1990 في أريكيبا، بيرو، هو لاعب كرة مضرب بيروفي بدأ مسيرته كمحترف سنة 2006 يلعب باليد اليمنى. أعلى تصنيف له في الفردي كان المركز الـ 590 في سنة 2012. أعلى تصنيف له في الزوجي كان المركز الـ 122 في سنة 2013.

## روابط خارجية
- سيرخيو جالدزس على موقع رابطة محترفي التنس (الإنجليزية)
- سيرخيو جالدزس على موقع الاتحاد الدولي لكرة المضرب (الإنجليزية)
- سيرخيو جالدزس على موقع كأس ديفيز (الإنجليزية)
- سيرخيو جالدزس على موقع خلاصة التنس.كوم (الإنجليزية)